# Steve Reeves
Stephen Lester Reeves (Glasgow, Montana, 21 de janeiro de 1926 — Escondido, Califórnia, 1 de maio de 2000) foi um ator e fisiculturista norte-americano.
Reeves recebeu muitos títulos em fisiculturismo, como Mr. Universo e Mr.America. É lembrado também por seu desempenho em vários filmes épicos italianos, dos fins dos anos de 1950 e início dos 60, interpretando heróis mitológicos como Hércules, dos quais se tornou o pioneiro em desempenhar o personagem, seguido por outros colegas norte-americanos também fisiculturistas que acompanharam seus passos na Europa, como Gordon Scott, Ed Fury, Mark Forest, Reg Park, Dan Vadis e Arnold Schwarzenegger.

## Os primeiros anos
Descendente de ingleses, alemães, galeses e irlandeses, era filho de um agricultor e de uma nutricionista. Seu pai morreu em um acidente quando tinha apenas seis meses de vida. Por curiosidade, o primeiro título de aptidão que Reeves recebeu em sua vida foi como o "bebê mais saudável do Condado de Montana". Reeves passou toda sua infância num rancho, em Montana, onde nasceu. Algum tempo depois, sua família mudou-se para a Califórnia.
Alistou-se no exército, onde trabalhava em vagões cobertos e caminhões de carga e, nos tempos livres, em uma academia de ginástica, iniciando assim, seu programa de aperfeiçoamento e modelagem física. Não demorou, e seu corpo desenvolveu-se rapidamente, decidindo seguir profissionalmente a carreira de fisiculturista.
Serviu nas Filipinas durante a II Guerra Mundial, onde contraiu malária. Serviu o tempo restante sob as ordens do general Douglas MacArthur, durante a ocupação do Japão.
Após conclusão do serviço militar, inscreveu-se nos principais concursos de fisiculturismo dos Estados Unidos. Venceu o Mr. Pacific Coast (1947), Mr. América (1947) e Mr. Universo (1950).

## A carreira artística
Ao que parece, Steve decidira ser ator, tanto que viajou para Nova Iorque com o intuito de estudar e, depois, seguiu para Hollywood. Chegando na meca do Cinema, a sorte quase lhe sorriu: Reeves já era relativamente famoso como fisiculturista nos EUA, e já ganhava seus primeiros campeonatos. Conseqüentemente, o lendário diretor Cecil B. DeMille, que iniciava seu projeto para uma superprodução bíblica, o clássico Samson and Delilah (Sansão e Dalila), de 1949, indicou o jovem Steve para o papel de Sansão, depois da recusa de Burt Lancaster. De Mille, um diretor de Hollywood muito conhecido por sua moralidade, respeitabilidade, e profissionalismo, gostou do jovem atleta e iniciante ator, e o achava perfeito para o papel, mas os chefões da Paramount o achavam muito jovem para personificar o herói bíblico, e então Reeves foi dispensado. O papel de Sansão foi para Victor Mature.
Aproveitando seu físico modelado, participou de vários espetáculos em Hollywood, e iniciou sua filmografia em obras do diretor Ed Wood, considerado pela crítica como o "pior cineasta de todos os tempos". Steve não gostou muito da experiência de trabalhar com Wood mas, logo, em 1954, foi indicado para um papel em um filme musical da Metro-Goldwyn-Mayer, intitulado Athena, no qual interpretou o irmão de Debbie Reynolds e namorado de Jane Powell. Seu papel era também de um jovem musculoso que competia em concursos de fisiculturismo.

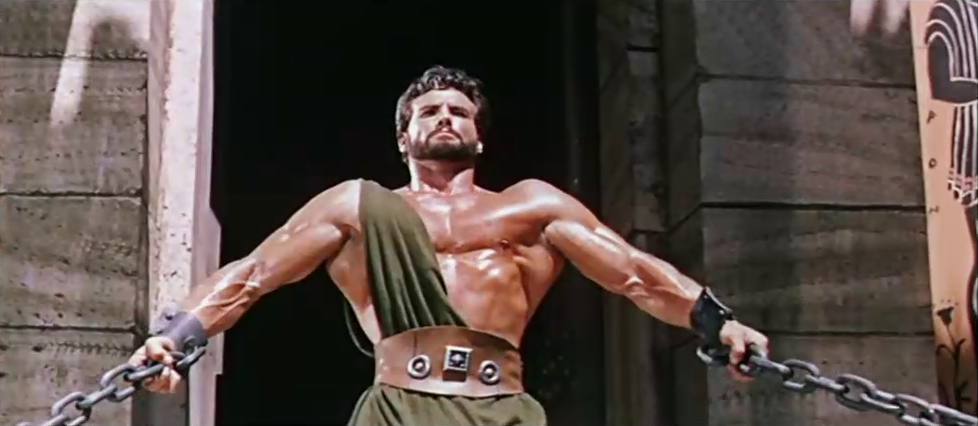
Steve Reeves em cena do filme As Façanhas de Hércules (1958).

O auge de sua carreira de ator viria em 1958, quando foi escolhido para interpretar o herói mitológico Hércules, na película Le fatiche di Ercole (As Façanhas de Hércules), dirigido por Pietro Francisci, e rodado na Itália. Foi o início de muitas películas em que Steve interpretaria personagens poderosos e destemidos. Embora os críticos difamassem o filme como uma "mitologia atrapalhada", o público amou o filme que estava inaugurando um novo conceito de filme épico (que mais tarde foi definido como o gênero de "Espada e sandália", termo em alegoria aos filmes de gênero "capa e espada", como The Mark of Zorro (A marca do Zorro e Scaramouche, que também não passavam de épicos), apesar da qualidade inferior de seus cenários, e pela horrível dublagem mal sincronizada para o inglês. Logo, Reeves repetiu o papel do mitológico herói em Ercole e la regina di Lidia (Hércules e a rainha da Lídia), em 1959.
Com isto, Steve Reeves já se firmara como astro absoluto dos filmes Espada e sandália, e tornara-se não só uma sensação na Europa, onde esses filmes eram produzidos, mas até mesmo nos Estados Unidos, pois apresentavam  heróis musculosos e fortes, enfrentando a tirania de imperadores corruptos, e seduzindo belas e fatais mulheres, o que era novidade para os norte-americanos. Steve Reeves foi o precursor dos considerados "astros-bombados" (artistas musculosos) do cinema (termo definido um pouco mais tarde, pela década de 1980, época em que astros como Sylvester Stallone e Arnold Schwarzenegger é que representavam os ícones de heróis musculosos do cinema), embora Steve nunca usasse e permitisse que outros atletas fizessem uso de esteróides ou coisa parecida.
Reeves ganhou fama e fortuna na Europa graças aos filmes que fez, e logo outros "colegas de músculos" estavam seguindo-o, apesar do enredo de tais épicos caírem num conteúdo absurdo, como Maciste contro il vampiro (Maciste contra os vampiros) (1961), Maciste e la regina di Samar (Hércules contra os homens da lua), entre outras. Mas foram películas que, embora não agradassem a crítica, agradaram certamente ao público de então.
Reeves era amigo do ator e igualmente musculoso Gordon Scott, o ex-Tarzan, e recomendou que o indicassem para o papel de Remo na película Romolo e Remo (1961). Originalmente, os produtores queriam Reeves interpretando os dois papéis (segundo a lenda, Rômulo e Remo eram irmãos gêmeos), mas Steve os convenceu que seria mais eficaz ter um outro ator interpretando Remo.
Quando filmava Gli ultimi giorni di Pompei (Os últimos dias de Pompéia), em 1959, na Itália, a biga em que dirigia bateu-se contra uma árvore, provocando a queda de Steve e ocasionando o deslocamento de seu ombro. Isto pôs uma mudança às suas rotinas mais intensas de exercício, e causou problemas nos anos seguintes. Ainda continuou a trabalhar no cinema até 1968, quando realizou seu último filme, que não foi um épico, e sim um western, intitulado A Long Ride from Hell (Vivo para tua morte).

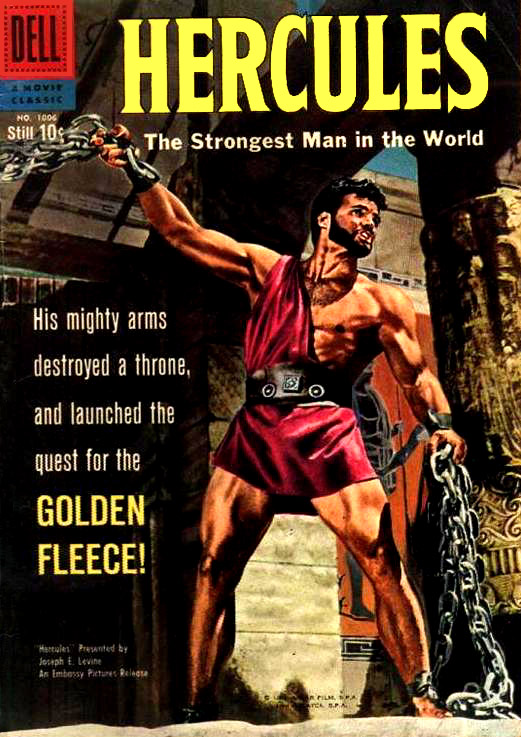
Pôster promocional Steve Reeves como Hércules.

### Papéis cogitados para Steve Reeves
- Sansão, em Sansão e Dalila, de Cecil B. DeMille, em 1949. O papel ficou com Victor Mature.
- O cowboy frio e silencioso em Por um punhado de dólares, de Sergio Leone, em 1964. O papel foi para Clint Eastwood;
- Também foi imaginado para ser o primeiro James Bond, no clássico O satânico Dr. No, em 1962, cujo papel foi para Sean Connery.

## Casamentos
Steve Reeves casou duas vezes. Sua primeira esposa foi Sandra Smith, com quem foi casado entre 31 de janeiro de 1955 a 4 de setembro de 1956, quando se divorciou dela. Em 24 de junho de 1963 casou com Aline Czartjarwicz. Foi uma união feliz. Aline faleceu em 24 de julho de 1989, deixando Reeves inconsolável. Reeves não deixou filhos.

## Últimos anos
Após a morte de sua segunda esposa, em 1989, Reeves dedicou seu tempo para seu rancho, na Califórnia, onde criava seus cavalos, e para palestras sobre cultura física, onde criticava terminantemente o uso de esteróides, recomendando o valor da saúde e o desafio do fisiculturista em alcançar seu objetivo. Certa vez observou: "Podemos construir o corpo em todas as formas e tamanhos, mas no atual momento, todos olham para o Arnold", em referência a Arnold Schwarzenegger.
Participou também de convenções de fãs sobre os épicos italianos. Em 1994, ele e Gordon Scott estiveram juntos em uma destas convenções e deram muita atenção para os fãs, que cresceram vendo-os em ação nos épicos de "sandálias e espadas", seja no cinema ou em reprises na televisão. Reeves, na ocasião, declarou para os fãs: "Fico orgulhoso com meu trabalho como Hércules, mas fiquei decepcionado porque meus outros filmes não tiveram o reconhecimento de alguns críticos. Fiz apenas dois filmes como Hércules, mas minha impressão é que eu fiz dez. Agora vejo, através do carinho de vocês, que o meu trabalho e a de outros colegas de profissão não foi em vão".
Steve Reeves, o atleta, o fisiculturista, o ator que encantou platéias em diversas matinês pelo mundo, com sua força e carisma contidas em um verdadeiro herói mitológico, morreu aos 74 anos, de linfoma, diagnosticado apenas seis semanas antes de seu falecimento. O corpo de Reeves foi cremado e suas cinzas enterradas em Montana, sua terra natal.

## Curiosidades
- Steve Reeves começou a levantar peso com apenas dezesseis anos de idade;
- Foi Mr. América em 1947, e Mr. Universo em 1950;
- Reeves escreveu artigos sobre a cultura física. Um dos seus artigos é Como construir um físico clássico de maneira natural, onde promovia suplementos com ingredientes naturais;
- No início de sua carreira de fisiculturista, na idade de 23 anos, tinha 1m83 de altura, 200 libras,  e cintura de 29 polegadas;
- Fisículturistas como Arnold Schwarzenegger, Lou Ferrigno e David Prowse, creditaram Reeves como modelo de atleta para o mundo do fisiculturismo;
- Foi freqüentemente confundido com o ator George Reeves, o intérprete do Super-Homem da série de televisão dos anos de 1950, com o qual não tem nenhuma relação. Uma vez, George fez um argumento que os produtores da série não gostaram, e o ameaçaram demití-lo e colocar Steve no seu lugar, para interpretar o Homem de Aço;
- Reeves amava cavalos e era um ótimo cavaleiro. Em seus filmes, Reeves cavalgava sem o auxílio de dublê. Após se aposentar dos filmes devido ao ferimento no ombro, Steve comprou um rancho e resolveu criar cavalos profissionalmente;
- Reeves teve sua voz dublada nos épicos italianos. Os únicos filmes em que sua voz real é ouvida é em Athena, de 1954, e Jail Balt, do mesmo ano;
- Sua carreira no fisiculturismo consistiu em seis competições profissionais;
- Treinou quatro semanas para a competição que lhe deu a vitória no Mr. América, em 1947;
- Na época em que Ridley Scott encerrava sua edição do filme Gladiador, em 2000, a película de Scott já era considerada por alguns críticos como o primeiro filme do "estilo Steve Reeves depois de muitos anos". Houve boatos de que Reeves faria uma pequena participação no filme de Ridley, mas tal boato nunca foi confirmado.

## Filmografia parcial
- 1954 – Jail Bait
- 1954 – Athena
- 1958 – La fatiche di Ercole (br: As Façanhas de Hércules)
- 1959 – Ercole e la regina di Lidia (br: Hércules e a Rainha da Lídia)
- 1959 – Gli Uutimi giorni di Pompei (br: Os Últimos Dias de Pompéia)
- 1959 – Battaglia di Maratona (br: O gigante de Marathon)
- 1961 – Romolo e Remo (br: Rômulo e Remo)
- 1961 – Morgan, il pirata (br: Morgan, o pirata)(1961)
- 1961 – Il ladro di Bagdad (br: O ladrão de Bagdá)
- 1961 – La guerra di Troia (br: A Guerra de Tróia)
- 1962 – La leggenda di Enea (br: A Lenda de Enéias)
- 1963 – Il figlio di Spartacus (br: O filho de Spartacus)
- 1964 – Sandokan, la tigre di Mompracean (br: Sandokan, o grande)
- 1968 – A Long Ride from Hell (br: Vivo para tua Morte)

## Filmografia
- 1951 – Stars Over Hollywood: Prison Doctor  (TV Episódio)
- 1953 – Gentlemen Prefer Blondes  (br.: Os homens preferem as louras) (Não creditado)
- 1953 – Topper: Reducing  (TV Episódio)
- 1954 – Athena  (br.: As tentações de Adão)
- 1954 – Jail Bait   (br.: A face do crime)
- 1958 – Le fatiche di Ercole (br.: As façanhas de Hércules)
- 1959 – Agi Murad il diavolo bianco (br.: O diabo branco)
- 1959 – Ercole e la regina di Lidia  (br.: Hércules e a rainha da Lídia)
- 1959 – Gli ultimi giorni di Pompei  (br.: Os últimos dias de Pompéia)
- 1959 – Il terrore dei barbari (br.: Golias contra os bárbaros)
- 1959 – La battaglia di Maratona (br.: O gigante da Maratona)
- 1960 – Morgan il pirata  (br.: O rei dos piratas)
- 1961 – Il ladro di Bagdad  (br.: As aventuras do ladrão de Bagdad)
- 1961 – La guerra di Troia  (br.: A guerra de Tróia)
- 1961 – Romolo e Remo  (br.: Romulo e Remo)
- 1962 – Il figlio di Spartacus (br.: O filho de Spartacus)
- 1962 – La leggenda di Enea  (br.: A lenda de Enéias)
- 1963 – Il giorno più corto
- 1963 – Sandokan, la tigre di Mompracem  (br.: Sandokan o grande)
- 1964 – I pirati della Malesia
- 1968 – Vivo per la tua morte (br.: Vivo pela tua morte)